# Цянь Чжуншу
Цянь Чжуншу 錢鍾書 \ 钱钟书 (21 листопада 1910 — 19 грудня 1998) — китайський інтелектуал, літературознавець, перекладач, письменник. Автор гумористичного роману «Фортеця в облозі» (Вей чен 圍城 \ 围城, 1947. Fortress Besieged), який, за оцінкою Ся Чжиціна (1921—2013), є одним з найцікавіших та найважливіших творів сучасної китайської літератури.

## Життєпис
Батько майбутнього письменника, Цянь Цзібо (1887—1957) 钱基博 мешкав у місті Усі, походив із заможньої родини, отримав конфуціанську освіту, був автором праць з канонознавства. Брат-близнюк батька, Цянь Суньцін (1887—1975) 钱孙卿, був провідним комерсантом.
Чжуншу навчався в англомовній місіонерській школі у Сучжоу, у 1929 році за рекомендацією Ло Цзялуня (1897—1969) 羅家倫 був прийнятий до університету Цінхуа в Пекіні, який закінчив у 1933. Пізніше також навчався в Оксфорді та Паризькому університеті. Повернувся до Китаю у 1938 році. Через нестабільність політичної ситуації протягом Китайсько-японської війни не обіймав державних посад, а присвятив багато часу письменництву.
Із заснуванням КНР у 1949 Цянь Чжуншу розпочав виклання на факультеті іностранних мов Цінхуа. У 1950-53 рр. був залучений до перекладу творів Мао Цзедуна англійською мовою, у 1960 редагував видання віршів Мао. У 1957-58 надрукував збірку анотованих віршів династії Сун 宋詩選注, за яку зазнав критицизму через «нестачу марксистської ідеології».
Протягом Культурної революції був засланий у «кадрову школу 7 Травня» (May Seventh Cadre Schools). Із закінченням переслідувань подорожував до Італії, США та Японії, завершив власну магістральну працю з класичної літератури (zh:管锥编).
Був госпіталізований у 1994 році, помер у Пекіні.

## Сім'я

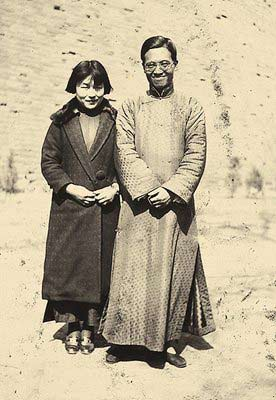
разом із дружиною Ян Цзян

Протягом навчання в Цінхуа Цянь зустрів свою майбутню жінку, Ян Цзян 楊絳 Yang Jiang (нар. 1911). Одруження відбулося у 1935 році. Ян супроводжувала Чжуншу у Європі, стала успішним драматургом та перекладачем. Серед іншого, вона уперше переклала на китайську «Дон Кіхота» Серватеса. Переклад було презентовано Деном Сяопіном іспанському королю Хуану Карлосу I. У 2014 Ян Цзян виповнилося 103 роки.
Донька, Цянь Юань 錢瑗 (1937—1997), навчалася та пізніше викладала у Пекінському педагогічному університеті (англійська мова), померла за рік до смерті батька. Її перший чоловік, Ван Деї 王德一, закінчив життя самогубством через переслідування протягом Культурної революції.

## Популярність та пам'ять
- Телевізійна екранізація «Фортеці в облозі» (1990)
- Повне зібрання творів у 13 томах (2001)
- Меморіальний будинок родини Цянь в Усі zh:钱锺书故居